# 計画錯誤
計画錯誤（けいかくさくご、英: Planning fallacy）とは、将来のタスクを完了するのに必要な時間に関する予測が楽観バイアスを示し、必要な時間を過小評価する現象である。この現象は、過去の同様の性質のタスクが一般的に計画されていたよりも完了に時間がかかったという個人の知識にかかわらず、時として発生する。このバイアスは自分自身のタスクに関する予測にのみ影響する。一方、外部の観察者がタスク完了時間を予測する場合、悲観的バイアスを示し、必要な時間を過大評価する傾向がある。計画錯誤には、過去の類似プロジェクトで遭遇したものよりも楽観的なタスク完了時間の見積もりが含まれる。

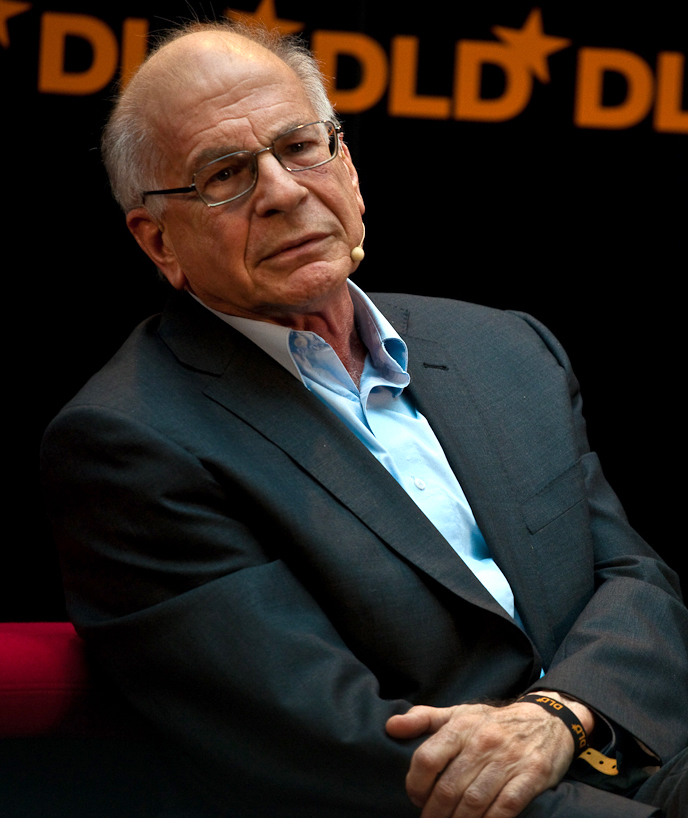
ダニエル・カーネマン。彼はエイモス・トベルスキーと共にこの錯誤を提唱した

計画錯誤は1979年にダニエル・カーネマンとエイモス・トベルスキーによって最初に提唱された。2003年、ロヴァロとカーネマンは、将来の行動の時間、コスト、リスクを過小評価し、同時に同じ行動の利益を過大評価する傾向として、拡張された定義を提案した。この定義によれば、計画錯誤は時間超過だけでなく、コスト超過や利益不足ももたらす。

## 実証的証拠

### 個人的なタスクの場合
1994年の研究では、37人の心理学専攻学生に卒業論文の完成にどれくらい時間がかかるかを推定するよう求めた。平均推定時間は33.9日だった。また、「もしすべてが可能な限りうまくいった場合」（平均27.4日）と「もしすべてが可能な限り悪くいった場合」（平均48.6日）の所要時間も推定した。実際の平均完了時間は55.5日で、学生の約30%が予測した時間内に論文を完成させた。
別の研究では、学生に個人的な学術プロジェクトをいつ完了するかを推定するよう求めた。具体的には、研究者は学生に対して、個人的なプロジェクトが完了する可能性が50%、75%、99%である時間を推定するよう求めた。
- 被験者の13%が50%の確率レベルで割り当てた時間までにプロジェクトを完了した。
- 19%が75%の確率レベルで割り当てた時間までに完了した。
- 45%が99%の確率レベルで割り当てた時間までに完了した。

1997年に発表されたカナダの納税者を対象とした調査では、彼らが予測よりも約1週間遅れて税務申告書を郵送していることがわかった。彼らは過去の申告書郵送記録について誤解していなかったが、次回はより早く処理できると期待していた。これは計画錯誤の特徴を示している：人々は過去の予測が過度に楽観的であったことを認識しつつも、現在の予測は現実的であると主張する。

### グループタスクの場合
カーターと同僚は2005年に、計画錯誤がグループタスクに関する予測にも影響することを実証的に支持する3つの研究を実施した。この研究は、時間的枠組みと成功完了の思考がどのように計画錯誤に寄与するかの重要性を強調している。

## 提案された説明
- カーネマンとトベルスキーは当初、計画者が類似タスクに必要な時間についての完全な経験を使用するのではなく、タスクの最も楽観的なシナリオに焦点を当てることによって錯誤を説明した[4]。
- ロジャー・ビューラーと同僚は希望的観測を検討することでこの錯誤を説明している。つまり、人々はそうであってほしいと思うため、タスクが迅速かつ容易に完了すると考える[6]。
- 別の論文で、ビューラーと同僚は過去のパフォーマンスを解釈する際の自己奉仕バイアスの観点から説明を提案している。うまくいったタスクについては自分の手柄とし、遅延については外部の影響のせいにすることで、人々はタスクにかかるべき時間についての過去の証拠を割り引くことができる[6]。ある実験では、人々が匿名で予測を行った場合、楽観的バイアスを示さないことがわかった。これは、人々が他者に好印象を与えるために楽観的な見積もりを行うことを示唆しており[11]、印象管理理論で概説されている概念と類似している。
- ロイと同僚によって提案されたもう一つの説明は、人々が過去の類似タスクが完了するのにかかった時間を正確に思い出さず、代わりに過去のイベントの期間を体系的に過小評価するというものである。したがって、将来のイベント期間に関する予測は、過去のイベント期間の記憶も偏っているため、偏っている。ロイと同僚は、この記憶バイアスが計画錯誤の他のメカニズムを排除するものではないと指摘している[12]。
- サンナと同僚は、時間的枠組みと成功についての思考が計画錯誤に寄与する要因として検討した。彼らは、人々が締め切りを遠い（つまり、残り時間が多い）対急速に近づいている（つまり、残り時間が少ない）と考えるように誘導されると、より楽観的な予測をし、成功についての思考が多くなることを発見した。最終研究では、思考を生成する容易さもより楽観的な予測を引き起こすことがわかった[10]。
- ある説明であるアンカリングは、人々が将来のタスクにのみ焦点を当て、予想よりも完了に時間がかかった過去の類似タスクを考慮しないため、計画錯誤の犠牲になると提案している[13]。
- フレデリック・ブルックスが『人月の神話』で説明しているように、すでに遅れているプロジェクトに新しい人員を追加すると、さまざまなリスクとオーバーヘッドコストが発生し、さらに遅れる傾向がある。これはブルックスの法則として知られている。
- 「承認命令」は別の可能な説明を提供する：プロジェクト計画の多くは、プロジェクトを進めるために財政的承認を必要とする文脈で行われ、計画者はしばしばプロジェクトが承認されることに利害関係を持っている。この力学は、計画者が必要なプロジェクト労力を意図的に過小評価する傾向につながる可能性がある。（現実的な労力見積もりが提供された場合のプロジェクト開始の）許可を得るよりも、（予算超過の）許しを得る方が簡単である。このような意図的な過小評価は、ジョーンズとユースケによって「戦略的虚偽表示」と名付けられている[14]。
- 心理学的説明とは別に、計画錯誤の現象はナシム・ニコラス・タレブによって、自然な非対称性（英語版）とスケーリング（英語版）の問題から生じるものとしても説明されている。非対称性は、ランダムな出来事が遅延やコストの否定的な結果をもたらし、肯定的な結果と否定的な結果が均等にバランスが取れていないことから生じる。スケーリングの難しさは、混乱の結果が線型性を持たないという観察に関連しており、努力の規模が大きくなるにつれて、特に増分で分割できない努力の場合、より大きな努力の非効率性の自然な効果として反応する能力によってエラーがはるかに増加する。さらに、これは初期の努力がより一般的に時間通りであること（例えばエンパイア・ステート・ビルディング、水晶宮、ゴールデン・ゲート・ブリッジ）と対比され、より現代的な計画システムに固有の欠陥と現代的努力に隠れた脆弱性があると結論づけている。（例えば、現代的な努力はコンピュータ化され、局所化されていないため、見えないところで洞察と制御が少なく、輸送への依存度が高い）[15]。
- ベント・フリーヴビヤーグとダン・ガードナーは、政府資金によるプロジェクトの計画は、後の政権がプロジェクトを元に戻したり中止したりするのを避けるために、できるだけ早く建設を開始できるよう急いで行われることが多いと述べている。彼らは、より長い計画期間はより迅速で安価な建設につながる傾向があると言っている[16]。

## 対抗方法

### 分割効果
分割効果は、タスクに割り当てられた時間が、そのタスクの個々の小さなサブタスクに割り当てられた時間の合計よりも大幅に小さいと定義される。2008年にフォーサイスによって行われた研究では、この効果が計画錯誤の削減に使用できるかどうかをテストした。3つの実験で、分割効果が影響力を持つことが示された。しかし、分割効果は多くの認知リソースを必要とし、日常的な状況で使用するのはあまり実現可能ではない。

### 実行意図
実行意図は、いつ、どこで、どのように行動するかを正確に示す具体的な計画である。さまざまな実験を通じて、実行意図は人々がタスク全体をより意識し、可能なすべての結果を見ることに役立つことが示されている。当初、これは実際に予測がさらに楽観的になる原因となる。しかし、実行意図を形成することは、その人がタスクの完了に自分自身をコミットすることによって「明示的に意志力を活用する」と考えられている。実験中に実行意図を形成した人々は、タスクに早く取り掛かり、中断が少なく、後の予測は実行意図を形成していなかった人々よりも楽観的バイアスが少なかった。また、楽観的バイアスの減少は中断の減少によって媒介されることもわかった。

### 参照クラス予測
参照クラス予測は、予測される行動と類似した行動の参照クラスにおける実際の結果に基づいて、計画された行動の結果を予測する。

## 実世界の例

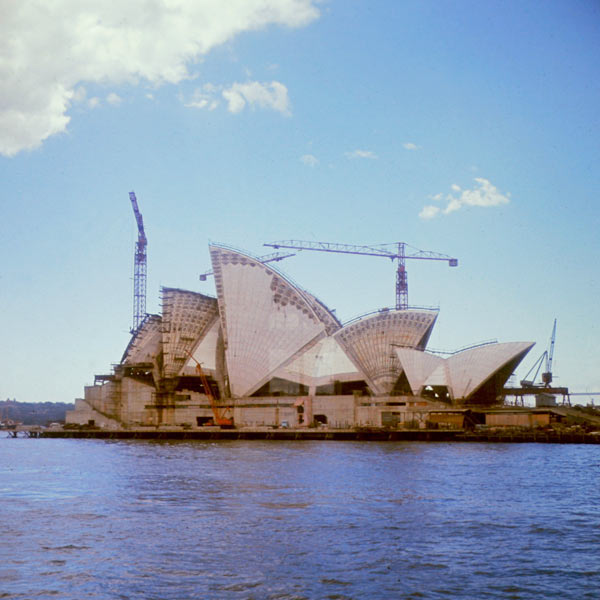
シドニー・オペラハウス。予想完成日から3年後の1966年でもまだ建設中

シドニー・オペラハウスは1963年に完成する予定だった。規模を縮小したバージョンが10年後の1973年にオープンした。当初の費用は700万ドルと見積もられていたが、完成の遅れにより1億200万ドルの費用がかかった。
ユーロファイター タイフーン防衛プロジェクトは予想よりも6年長くかかり、80億ユーロの超過コストが発生した。
ボストンのセントラル・アーテリーを地下化したビッグディグは計画より7年遅れて完成し、
28億ドル（1988年ドル）の予算に対して80億8000万ドルの費用がかかった。
デンバー国際空港は予定より16ヶ月遅れてオープンし、総費用は48億ドルで、予想よりも20億ドル以上多かった。
ベルリン・ブランデンブルク国際空港も別の事例である。15年の計画の後、2006年に建設が始まり、2011年10月にオープンする予定だった。数多くの遅延があった。最終的に2020年10月31日にオープンした。当初の予算は28億3000万ユーロだったが、現在の予測は100億ユーロに近い。
オルキルオト原子力発電所ユニット3は深刻な遅延とコスト超過に直面した。建設は2005年に開始され、2009年までに完成する予定だったが、2023年になってようやく完成した。当初、プロジェクトの推定費用は約30億ユーロだったが、費用は約100億ユーロにまで膨らんだ。
カリフォルニア高速鉄道はまだ建設中で、数百億ドルの予算超過が予想され、主要都市への接続は地方区間の完成後まで延期されている。
ジェイムズ・ウェッブ宇宙望遠鏡は約90億ドルの予算超過となり、当初計画されていた打ち上げ日より14年遅れて軌道に送られた。